# إيفا سيليا
إيفا سيليا (بالإندونيسية: Eva Celia Latjuba)‏ هي ممثلة إندونيسية، ولدت في 21 سبتمبر 1992 بجاكرتا في إندونيسيا.

## وصلات خارجية
- إيفا سيليا على موقع IMDb (الإنجليزية)
- إيفا سيليا على موقع ميوزك برينز (الإنجليزية)
- إيفا سيليا على موقع أول موفي (الإنجليزية)
- إيفا سيليا على موقع ديسكوغز (الإنجليزية)
- إيفا سيليا على موقع قاعدة بيانات الفيلم (الإنجليزية)
- إيفا سيليا على موقع كينوبويسك (الروسية)